# بوردت هادروسون
بوردت هادروسون (انگلیسی: Burdette Haldorson؛ زاده ۲۴ ژانویهٔ ۱۹۳۴) یک بازیکن بسکتبال اهل ایالات متحده آمریکا است.